# Robb Holland

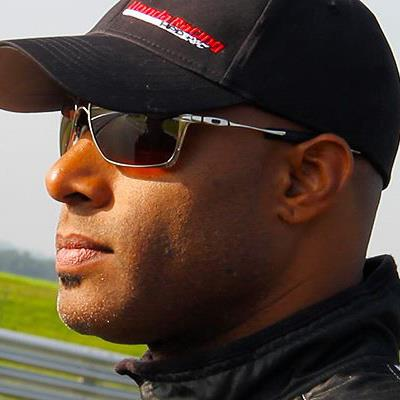
Robb Holland.

Robb Holland (Denver, 18 november 1967) is een Amerikaans autocoureur. In 2012 werd hij de eerste Amerikaan die ooit in het World Touring Car Championship uitkwam.

## Carrière
Holland maakte zijn debuut in het British Touring Car Championship in 2012, waarbij hij de plaats van Tony Gilham overnam in het RCIB Insurance & HARD, rijdend in een Honda Civic. Hij was de eerste Amerikaanse coureur die deelnam aan het BTCC sinds Bill Gubelmann in 1975. Hij nam deel aan twee raceweekenden op het Snetterton Motor Racing Circuit en het Knockhill Racing Circuit, waarin drie veertiende plaatsen zijn beste resultaten waren. Hierdoor eindigde hij als 26e in het kampioenschap met 6 punten.
Op het laatste moment werd Holland ook opgeroepen om deel te nemen aan het World Touring Car Championship in 2012 voor het team Bamboo Engineering om in hun Chevrolet Cruze Pasquale di Sabatino te vervangen op de Sonoma Raceway. Hierdoor werd hij de eerste Amerikaan die ooit in dit kampioenschap uitkwam. Met slechts enkele ronden ervaring kwalificeerde hij zich als 21e voor de races, waarin hij uiteindelijk als dertiende en zestiende eindigde.
In juli 2013 werd bekend dat Holland terugkeerde bij Tony Gilham Racing in het BTCC in een Vauxhall Insignia op Snetterton. In de races eindigde hij als 21e, vijftiende en veertiende, waardoor hij als 31e in het kampioenschap eindigde met 3 punten.